# Prionostemma flavicoxale
Prionostemma flavicoxale is een hooiwagen uit de familie Sclerosomatidae.